# JBL G 3/3
Zwischen 1887 und 1903 wurden insgesamt 16 baugleiche Dampftenderlokomotiven der Bauart G 3/3 von der Schweizerischen Lokomotiv- und Maschinenfabrik (SLM) in Winterthur gebaut. Sie besassen aber unterschiedliche Treibraddurchmesser.
Von 1887 bis 1901 wurden an die Jura–Bern–Luzern (JBL) sowie deren Nachfolgerin, die Jura-Simplon-Bahn (JS), für die Brünigbahn insgesamt 10 Lokomotiven dieses Typs geliefert.
Von der Bière-Apples-Morges-Bahn (BAM) wurden 1894 drei Lokomotiven dieser Bauart bezogen. 1896 wurde eine weitere G 3/3 an die ursprünglich eigenständige Gesellschaft Apples-L’Isle-Bahn (AL) geliefert, die 1899 von der BAM mitsamt dem Rollmaterial übernommen wurde.
Von der Montreux-Berner-Oberland-Bahn (MOB) (französisch Chemin de fer Montreux-Oberland bernois) wurden 1903 zwei Maschinen bezogen.

## Technisches
Die mit Aussenrahmen versehenen Dampftenderlokomotiven besassen Treibräder mit einem Durchmesser von 1050 mm. Einzig die beiden MOB-Dampflokomotiven wurden mit kleineren Treibrädern von 950 mm ausgeliefert, um in den Steigungen bis zu 73 ‰ eine höhere Zugkraft zu erreichen. Dadurch sank die Höchstgeschwindigkeit bei den MOB-Dampflokomotiven von 45 auf 35 km/h. Die vier BAM-Dampflokomotiven waren anfänglich auch nur für 35 km/h zugelassen, dies wurde anlässlich des Einbaus des Überhitzers später auch auf 45 km/h erhöht. Der Kesseldruck wurde von anfänglich 11 bar bei den Brünigbahn-Dampflokomotiven bei den nachfolgenden BAM- und MOB-Dampflokomotiven auf 12 bar erhöht.
Auf dem Kessel waren ein Dampfdom und ein Sanddom. Auf dem Dampfdom befand sich das Sicherheitsventil. Auf den Schieberkästen befanden sich Ricour-Saugventile. Die mittlere Achse war als Treibachse ausgeführt. Die aussenliegende Steuerung war eine nach Walschaert mit Taschenkulisse. Die Federn befanden sich über den Achslagern, und deren Stützen waren unterhalb des Umlaufbleches montiert. Die ersten sechs Dampflokomotiven der JBL hatten noch einen Querausgleich zwischen den vorderen Abstützungen der ersten Achse. Auf diesen wurde bei den letzten 10 Maschinen verzichtet. Während die Brünigbahnlokomotiven eine Leistung von 180 PS erbrachten, konnte dank Erhöhung des Druckes die Leistung der BAM- und MOB-Lokomotiven auf 200 PS gesteigert werden. Neben dem Kessel befanden sich beidseitig die Wasser- und Kohlekästen. Während die Brünigbahn- und BAM-Lokomotiven nur Schwerkraft-Sander hatten, war bei den MOB-Lokomotiven ein Dampfsander eingebaut.

### Bremsen
Entsprechend den unterschiedlichen Strecken besassen die Lokomotiven auch unterschiedliche Zugbremssysteme.
Bei den Brünigbahn-Lokomotiven war anfänglich eine Klose-Federbremse mit Lösung durch Dampfdruck eingebaut; dies konnte zugleich als Dampfheizung verwendet werden. Diese wurde zwischen 1906/07 durch eine Westinghouse-Differential-Druckluftbremse ersetzt.
Bei den BAM-Lokomotiven waren eine Exzenterhebelbremse sowie eine automatische Vakuumbremse nach Clayton eingebaut.
Bei den MOB-Lokomotiven waren eine automatische Vakuumbremse nach Hardy sowie eine Gegendruckbremse eingebaut.

### Überhitzer
Drei BAM-Lokomotiven (1, 3 und 6) erhielten zwischen 1921 und 1926 einen Schmidt'schen Überhitzer eingebaut. Dabei erhielten sie auch entlastete Schieber aus Bronze. Zugleich wurden sie einander angepasst; bei der Nummer 6 konnte der Kesseldruck auf 12 bar erhöht werden. Es wurden eine Acetylengasbeleuchtung und eine Spurkranzschmierung eingebaut.

### Nummern-Tabelle
| JBL | JS ab 1890 | SBB ab 1902 | Fabrik Nummer | Baujahr | Hersteller | Ausrangiert | Bemerkungen           |
| --- | ---------- | ----------- | ------------- | ------- | ---------- | ----------- | --------------------- |
| 301 | 901        | 101         | 475           | 1887    | SLM        | 1911        |                       |
| 302 | 902        | 102         | 476           | 1887    | SLM        | 1912        |                       |
| 303 | 903        | 103         | 496           | 1888    | SLM        | 1911        |                       |
| 304 | 904        | 104         | 497           | 1888    | SLM        | 1916        | Verkauf               |
| 305 | 905        | 105         | 498           | 1888    | SLM        | 1916        | Verkauf               |
| 306 | 906        | 106         | 584           | 1889    | SLM        | 1916        | Verkauf               |
| 307 | 907        | 107         | 880           | 1894    | SLM        | 1942        |                       |
| 308 | 908        | 108         | 1089          | 1898    | SLM        | 1924        |                       |
| 309 | 909        | 109         | 1341          | 1901    | SLM        | 1916        | Verkauf ab 1921 BAM 6 |
| 310 | 910        | 110         | 1342          | 1901    | SLM        | 1924        |                       |

| AL bis 1899 | BAM | MOB | CSL | CFL | Renfer ab 1943 | BC ab 1967        | Fabrik Nummer | Baujahr | Hersteller | Überhitzer | Ausrangiert | Bemerkungen               |
| ----------- | --- | --- | --- | --- | -------------- | ----------------- | ------------- | ------- | ---------- | ---------- | ----------- | ------------------------- |
|             | 1   |     |     |     |                |                   | 883           | 1894    | SLM        | 1926       | 1946        | Verkauf                   |
|             | 2   |     |     |     |                |                   | 884           | 1894    | SLM        | -          | 1946        |                           |
|             | 3   |     |     |     |                |                   | 885           | 1894    | SLM        | 1922       | 1946        |                           |
| 1           | 4   |     |     |     |                |                   | 999           | 1896    | SLM        | -          | 1943        | Schneepflug               |
|             | 6   |     |     |     | 6              | JS 906 oder BAM 6 | 1341          | 1921    | SLM        | 1921       | -           | Ex. SBB 109 Betriebsfähig |
|             |     | 1   | 13  | 341 |                |                   | 1512          | 1903    | SLM        | -          | 1906 (1955) | Verkauf CSL (Abbruch)     |
|             |     | 2   | 14  | 342 |                |                   | 1513          | 1903    | SLM        | -          | 1918 (1956) | Verkauf CSL (Abbruch)     |

## Betriebliches

### JBL, JS, Brünigbahn
Die Maschinen wurden auf den beiden Flachstrecken (Interlaken-Meiringen und Giswil - Luzern) eingesetzt. Ab 1905 wurden sie von den G 3/4 verdrängt. Lok 107 blieb erstaunlicherweise lange auf dem Netz der Brünigbahn erhalten und wurde zuletzt im Zweiten Weltkrieg für das Reduit eingesetzt. Der Abbruch erfolgte 1942.

### BAM
Bis zur Elektrifizierung 1943 führten diese Lokomotiven alle Züge. Ab 1921 wurden die G 3/3-Lokomotiven von der Nummer 6, der ehemaligen Brünigbahn-Nummer 109, unterstützt. Diese Lok erhielt nicht nach der Reihenfolge der vier BAM-Maschinen die Nummer 5, sondern Nummer 6, weil die umgedrehte Ziffer 9 verwendet wurde.

### MOB
Die MOB beschaffte sich die beiden Maschinen, um für den Güter- und Baustellenverkehr eigene fahrdrahtunabhängige Fahrzeuge zu verfügen, da die elektrischen Anlagen noch nicht vollständig in Betrieb genommen waren.
Die beiden Fahrzeuge wurden nach Luxemburg an die Société des chemins de fer secondaires luxembourgeois (CSL) verkauft. Die Nummer 1 wurde 1906 verkauft und erhielt bei der CSL die Nummer 13. Die Nummer 2 wurde 1918 verkauft und erhielt bei der CSL die Nummer 14. Die Lokomotiven, die bei der MOB die Namen Montreux und Zweisimmen getragen hatten, erhielten die Namen Bonneweg und Luxemburg. Nach dem Zusammenschluss der Luxemburger Schmalspurbahnen zu den Chemins de Fer à Voie Etroite (CVE) 1934 wurden sie unter Beibehaltung der Nummern als Reihe D bezeichnet. Bei der Deutschen Reichsbahn wurden sie nach der Übernahme 1942 als 99 244 und 245 eingereiht. Bei den 1946 gegründeten Chemins de Fer Luxembourgeois (CFL) erhielten die beiden Lokomotiven schließlich die Nummern 341 und 342. Die Nummer 341 wurde 1955 abgebrochen, die Nummer 342 1956.

## Verbleib
- Die beiden MOB-Lokomotiven wurden 1906 und 1918 nach Luxemburg verkauft.
- Die BAM 1 wurde 1946 an die Betreiber der Strecke Grenoble–Bourg d'Oisans verkauft.
- Die BAM 4 wurde 1943 in einen Schneepflug umgebaut, der 1952 verschrottet wurde.
- Die SBB 109 kam 1921 zur BAM als Nummer 6. Diese verkaufte sie später an die Holzwerke Renfer in Biel. Über Umwege gelangte sie zur Museumsbahn Blonay–Chamby, wo sie noch heute betriebsfähig vorhanden ist. Sie kann infolge vorhandenen Wechselschilder seit 2008 sowohl als Jura-Simplon-Bahn G 3/3 909 als auch als Bière-Apples-Morges-Bahn G 3/3 6 bezeichnet werden.
- Die SBB 104–106 wurden 1916 nach Österreich verkauft, wo sie von der K. u. K. Heeresverwaltung verwendet wurden.